# Accord de Doha (2020)
Pour les articles homonymes, voir Accord de Doha.
 Voir le traité sur Wikisource
L'accord de Doha (2020), dont le nom officiel est « accord pour la paix en Afghanistan », est un accord de paix signé entre les États-Unis et les talibans le 29 février 2020 au Sheraton Grand Doha à Doha, au Qatar. L'accord de 4 pages est publié sur le site Web du département d'État américain. Les dispositions de l'accord incluent le retrait de toutes les troupes américaines et de l'OTAN d'Afghanistan, en échange d'un engagement des talibans à empêcher al-Qaïda d'opérer dans les zones sous contrôle taliban, ainsi que des pourparlers entre les talibans et le gouvernement afghan d'alors.
L'accord a été soutenu par la Chine, la Russie et le Pakistan et approuvé à l'unanimité par le Conseil de sécurité de l'ONU, bien qu'il n'implique pas le gouvernement afghan. L'Inde s'est félicitée de l'acceptation du pacte par le « gouvernement et le peuple » afghans,

## Contenu
Les dispositions de l'accord incluent le retrait de toutes les troupes américaines et de l'OTAN d'Afghanistan, un engagement des talibans à empêcher al-Qaïda d'opérer dans les zones sous contrôle taliban et des pourparlers entre les talibans et le gouvernement afghan. Les États-Unis ont accepté une première réduction de leur effectif présent de 13 000 à 8 600 hommes d'ici juillet 2020, suivi d'un retrait complet dans les 14 mois si les talibans tiennent leurs engagements. Le secrétaire général de l'OTAN, Jens Stoltenberg, s'est engagé pour la même date à réduire les effectifs de l'OTAN à environ 12 000 soldats contre environ 16 000 actuellement (le texte prévoit une « réduction proportionnelle »). Les États-Unis se sont également engagés à fermer cinq bases militaires dans un délai de 135 jours et ont exprimé leur intention de mettre fin aux sanctions économiques contre les talibans d'ici le 27 août 2020. L'accord prévoit aussi un échange de 5 000 prisonniers talibans contre 1 000 soldats gouvernementaux.

## Suites de l'accord
Malgré l'accord de paix, les attaques contre les forces de sécurité afghanes ont augmenté dans les 45 jours suivant l'accord. Les talibans ont mené plus de 4 500 attaques en Afghanistan et plus de 900 membres des forces de sécurité afghanes ont été tués. En raison de la réduction du nombre d'offensives contre les talibans, le nombre de victimes taliban est tombé à 610, contre environ 1 660 au cours de la même période un an plus tôt.
Les négociations intra-afghanes devaient débuter le 10 mars 2020 à Oslo, en Norvège. La composition de l'équipe de négociation du gouvernement afghan n'a pas été déterminée pour cette date, car les résultats de l'élection présidentielle afghane de 2019 ont été contestés. L'accord exigeait que le gouvernement afghan libère 5 000 prisonniers talibans avant le début des pourparlers, dans le cadre d'un échange de prisonniers contre 1 000 soldats gouvernementaux détenus par les talibans. Le gouvernement afghan n'était pas partie à l'accord et, le 1er mars, Ghani a déclaré qu'il n'était pas engagé par l'échange de prisonniers : « Le gouvernement afghan ne s'est pas engagé à libérer 5 000 prisonniers talibans. [...] La libération des prisonniers ne relève pas de l'autorité des États-Unis, mais de l'autorité du gouvernement de l'Afghanistan ». Ghani a également déclaré que tout échange de prisonniers « ne peut pas être une condition préalable aux pourparlers », mais doit faire partie des négociations. Le 2 mars, un porte-parole des talibans a déclaré qu'ils étaient « pleinement prêts » pour les pourparlers intra-afghans, mais qu'il n'y aurait pas de pourparlers si environ 5 000 de leurs prisonniers n'étaient pas libérés. Il a également déclaré que la période convenue de réduction de la violence était terminée et que les opérations contre les forces gouvernementales afghanes pouvaient reprendre.
Le 17 mai 2020, Ghani a signé un accord de partage du pouvoir avec son rival Abdullah Abdullah. Cet accord a mis fin au différend de longue date sur les résultats des élections présidentielles afghanes de 2019 et a confié la responsabilité des négociations de paix à Abdullah.
En août 2020, le gouvernement afghan avait libéré 5 100 prisonniers et les talibans en avaient libéré 1 000, satisfaisant ainsi l'accord avec retard. Cependant, le gouvernement afghan a refusé de libérer 400 prisonniers de la liste de ceux que les talibans voulaient libérer, car ces 400 étaient accusés de crimes graves. Le président Ghani a déclaré qu'il n'avait pas le pouvoir constitutionnel de libérer ces prisonniers, il a donc convoqué une Loya Jirga du 7 au 9 août pour discuter de la question. La jirga a accepté de libérer les 400 prisonniers restants.
En août 2021, les troupes occidentales se sont retirées sans qu'aucun autre accord n'ait été trouvé, et les talibans ont rapidement pris le contrôle du pays par la force.